# Халдейська сирійська церква
Халде́йська сирі́йська це́рква І́ндії (класична сирійська : ܥܕܬܐ ܕܡܕܢܚܐ ܕܐܬܘܖ̈ܝܐ; малаялам : കൽദായ സുറിയാനി സഭ / Kaldaya Suriyani Sabha) — східнохристиянська деномінація, що базується в Триссурі, в Індії. Вона організований як митрополича провінція Ассирійської церкви Сходу і представляє традиційні християнські громади східно-сирійського обряду (звідси і назва) уздовж узбережжя Малабара в Індії. Її очолює Мар Апрем Мукен, митрополит Індії, який знаходиться в повному євхаристійному спілкуванні з патріархом Мар Геваргісом III, главою Ассирійської церкви Сходу. Митрополиту допомагають два єпископи, Мар Йоханнан Йосеф та Мар Авгін Куріакосе.
Церква використовує східно-сирійський обряд і використовує Божественну літургію святих Тедея та Марії. Її члени становлять традиційну спільноту серед християн святого Томи (також відомі як Насрані), які ведуть своє походження від євангелізаційної діяльності апостола Томи в І столітті. Вони знаходяться в основному в штаті Керала, що налічує близько 15 000 членів у регіоні.
Після тривалого періоду внутрішніх розколів і боротьби, що тривали з кінця XVI до початку XX століття, Церква була зміцнена під час перебування Мара Абімалека Тимофея ( † 1945), якого шанують як святий.

## Історія

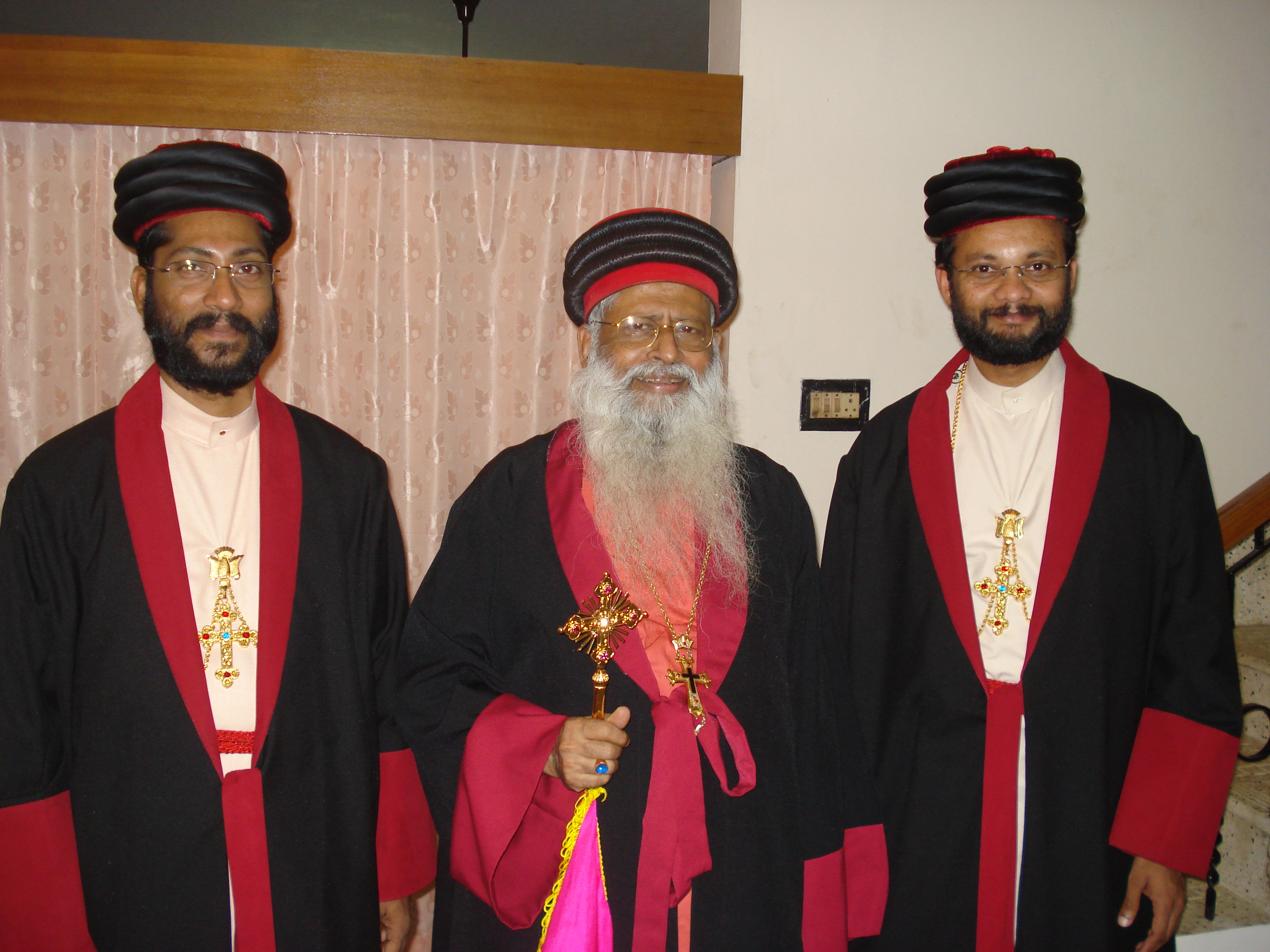
Митрополит Мар Апрем Моокен зі своїми двома єпископами Мар Йоханнаном Йосефом (зліва) та Мар Авгіном Куріакосе (праворуч)

Християни святого Томи

### Рання історія
Християнство в Індії традиційно веде свій початок від Томи Апостола, який, як вважають, євангелізував в Індії в I столітті. Шануючи цю традицію, християни в Індії стали називатися християнами Святого Томи. До III століття відносини між християнськими громадами в Індії та сусідньою Перською імперією були добре налагоджені, що дозволило патріархам Селевкії-Ктезіфону як главам древньої Церкви Сходу встановити свою юрисдикцію над Індією. Оскільки східно-сирійський обряд був основним літургійним обрядом Церкви Сходу, цей обряд використовували також християнські громади Індії, розташовані переважно вздовж узбережжя Малабару. У VII столітті Індія була визначена власною церковною провінцією, очолюваною митрополичими єпископами. Протягом усього середньовічного періоду митрополити Індії належали до церковної ієрархії Церкви Сходу. 
У 1490–1491 рр. Патріарх Шемон IV відгукнувся на прохання християн з Індії і призначив двох єпископів Мар Тому та Мар Йоханнан, відправивши їх до Індії. Ці єпископи та ще троє (Мар Яхбаллаха, Мар Дінкха та Мар Якоб ), які слідували за ними у 1503–1504 роках, підтвердили та зміцнили традиційні зв’язки між Індією та Патріархатом. Пізніше за ними пішов митрополит Авраам, який помер у 1597 р. До того часу християни Малабарського узбережжя стикалися з новими проблемами, спричиненими встановленням португальської присутности в Індії.

### Період внутрішніх розколів і боротьби
Прибуття португальців до Індії та поступове встановлення їх присутності вздовж узбережжя Малабару, як наслідок, супроводжувалося місіонерською діяльністю Католицької церкви. Португальська влада використовувала залякування, щоб змусити місцевих християн стати східними католиками під юрисдикцією Латинської єпархії Гоа. Архиєпископи Гоа, яких підтримували португальці, та єзуїти претендували на повну юрисдикцію над місцевими християнами узбережжя Малабару. У процесі цього місцевий літургійний обряд був латинізований, священні книги були спалені під підозрою в несторіанстві, а на Синоді в Діампері (1599 р.) Було денонсовано зв'язок із Церквою Сходу в Месопотамії.
Примусові дії португальської системи дороги в кінцевому підсумку викликали опір, і в 1653 р. Традиціоналістська фракція місцевої християнської громади вирішила піти за архідияконом Мар Томою I у повстанні, яке стало відоме як Клятва на хрест Кунан.   У відповідь на ці події Рим відправив кармелітів з " Конгрегації євангелізації народів " на узбережжя Малабара. Вони вперше прибули в 1655 р. І почали спілкуватися безпосередньо з архідияконом Мар Томою I. Хоча вони не змогли схилити Архидиякона, кармеліти заручились підтримкою інших місцевих лідерів, зокрема Парамбіла Мар Ченді, Олександра Кадавіла та вікарія Муттама, трьох радників Мар Томи.
В результаті цього між 1661 і 1662 роками із 116 церков кармеліти відвоювали вісімдесят чотири церкви, залишивши Мар Томі I тридцять дві церкви. Вісімдесят чотири церкви та їх громади були тілом, від якого пішла пізніша Сиро-Малабарська католицька церква, тоді як інші тридцять дві церкви та їх громади представляли ядро Маланкарської церкви, яка в підсумку була перетворена на сирійський якобіт Маланкари Церква, після запровадження західно-сирійського обряду. Цей процес було розпочато в 1665 р., Коли до Індії прибув єпископ Мар Грегоріос Абдал Джалеїл, посланий сирійським православним Антіохійським патріархом. Дисидентська група під керівництвом Мар Томи привітала його, очевидно, прийнявши за єпископа східно-сирійського обряду, посланого Церквою Сходу.
Незважаючи на те, що більшість християн Святого Томи поступово зменшували свою рішучу опозицію католицькому впливу, прихід єпископа Мар Грегоріоса з Сирійської православної церкви в 1665 р. Ознаменував новий крок до постійного розколу. Ті, хто прийняв нові літургійні практики ( західно-сирійський обряд ) і теологію Сирійської православної церкви в Антіохії, стали називатися "новою партією" ( Путенкуттукар, також відомою як якобіти ), тоді як решта прокатолицької фракції стала називатися "старою Партія "( Пажаякуттукар ), а пізніше стала називатися Сиро-Малабарською католицькою церквою.
Меншина в межах християнської громади намагалася зберегти традиційне використання східно-сирійського обряду та відновити зв'язки з патріархами Церкви Сходу, які час від часу відправляли емісарів до Індії. На самому початку 18 століття ( прибл. 1708 прибл. ) До Індії прибув єпископ Мар Гавриїл ( прибл. 1733 р.), Посланий Патріархом. Йому вдалося відродити традиціоналістську спільноту, але він зіткнувся з суперництвом як західно-сирійської (якобітської), так і прокатолицької партії.

### Відродження східно-сирійських обрядів

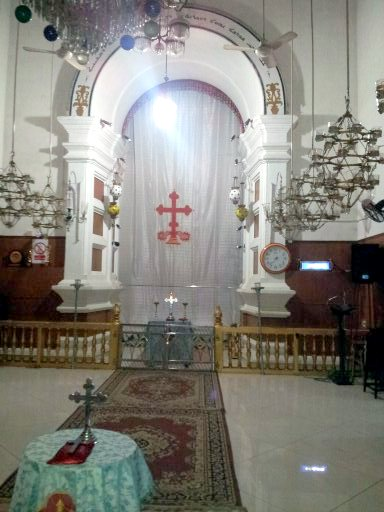
Внутрішній вигляд собору Марії Тріссур

Март Маріам Валіяпаллі, Тріссур

Нинішній митрополит Халдейської сирійської церкви Мар Апрем Мукен стверджував, що церква є продовженням старовинної церкви Східної ієрархії в Індії.  У 1862 р. Була зроблена спроба відновити прямі зв'язки між громадою в Індії та патріархом Шимуном XVIII, який посвятив індіанця Мар Абдішо Тонданата (помер 1900 р.) Митрополитом Індії, але його завдання виявилося дуже важко і складно.
Для того, щоб передати християн східно-сирійського обряду в Індії під свою владу, халдейський католицький патріарх Йосип Аудо направив запит до Папи Пія IX із проханням підтвердити свою юрисдикцію. Не чекаючи відповіддю, він послав березня Еліас Меллус, єпископ «Акр, в Індію в липні 1874. Mar Mellus мав значний успіх переконати місцеві християнські громади в Тріссур, а також деякі церкви в Kottayam районі, щоб визнати його свій єпископ. Незважаючи на те, що церкви називались іменем Сиро-Малабар (на той час також відомий як халдейські сирійці), фактична ситуація склалася так: від Ірінджалакуди на північ і на південь від річки Бхаратхапужа, а також у деяких церквах в Міначіл талук, Сиро-Малабари на той час також відомі як халдейські сирійці) були наполовину католиками, а наполовину несторіанцями і мали східносирійську літургію. Тим не менше, до 1877 р. До його групи, яка базувалась у церкві Богоматері Долурської (нині собор Марті Маріам ) при парафії Тріссур, приєдналося 24 000 послідовників. У відповідь папа надіслав лідер Латинської католицьких видалити Мари Mellus з країни і відправив його назад в Месопотамії в 1882.
Після 1882 р. Більшість послідовників Мелла повернулися до Сиро-Малабарської католицької церкви, але близько 8000 християн продовжували вимагати відновлення традиційного церковного порядку. Щоб відповісти на ці прохання, Мар Абдішо Тонданат відродив свою діяльність, виконавши прагнення місцевих християн східно-сирійського обряду до повного відновлення традиційної церковної структури. До своєї смерті в 1900 році йому частково вдалося організувати місцеву церкву, яка отримала назву Халдейська сирійська церква.
Після його смерті місцеві християни звернулись до Мар Шімуна XIX, патріарха Східної Ассирійської церкви в Кочанісі, який мав відбутись, і в грудні 1907 р. Посвятив Мар Абімалек Тимофей на митрополичого єпископа в Індії. Він дійшов до своєї єпархії в лютому 1908 р. І взяв на себе управління.
Мар Абімалек Томотей організував церковний порядок і відродив ест-сирійські обряди та вчення в місцевій церкві Тріссур. Ці реформи змусили деяких послідовників відірватися і приєднатися до Сиро-Малабарської католицької церкви, але завдяки реформам оригінальна східно-сирійська орієнтована Церква Індії була відроджена, як це було до Діамперського синоду в 1599 р.

### Сучасний розкол та примирення
У червні 1952 року патріарх Шимун XXI призначив Тома Дармо новим митрополитом Індії, що базується в Тричурі. За його правління було побудовано кілька церков, організовано підготовку нового духовенства та створено пресу Мар Нарсай. У січні 1964 р. Виникла суперечка, і Тома Дармо був відсторонений від столичного управління Патріархом.
Суперечка, що виникала, мала кілька причин, включаючи питання, пов'язані зі спадкоємством, і пропоновану реформу церковного календаря. Тома Дармо не підкорився призупиненню, і громада розділилася, розділившись на дві частини, одна за Митрополитом, а інша залишилася вірною Патріарху. У 1968 році Тома Дармо виїхав до Іраку, щоб стати главою новоствореної Стародавньої Церкви Сходу. Він призначив Апрема Мукена новим митрополитом Індії для тієї частини, яка приєдналася до Стародавньої Церкви Сходу. У той же час іншу частину громади, яка залишилася в складі Ассирійської церкви Сходу, очолювали власні адміністратори та ієрархи, призначені патріархом Шимуном XXI. Першим з них був Мар Дінкха Хананія, на той час єпископ Ірану, який був призначений патріаршим делегатом в Індії в 1967 р.
У жовтні 1971 року патріарх Шимун XXI призначив Мар Тимофея II († 2001) новим митрополитом для Індії.  Протягом наступних років було зроблено кілька спроб вилікувати розкол. У 1995 р. За нового патріарха Східної Ассирійської церкви Дінкхи IV було досягнуто домовленості з митрополитом Апремом Мукеном, що ініціювало процес примирення. З цього приводу було визнано обгрунтованість рукоположень, здійснених Томою Дармо після призупинення 1964 р., А в 1997 р. Призупинення було скасовано Священним Синодом Ассирійської Церкви Сходу.
Халдейська сирійська церква в Індії зараз є однією з чотирьох архиєпископств Ассирійської церкви Сходу. Його послідовників налічується близько 15 000. Нинішній митрополит Мар Апрем Мукен (висвячений у 1968 році) має головний офіс у місті Тріссур і є відомим автором. Його місцем є Март Маріам Валіяпаллі10°31′6″ пн. ш. 76°13′2″ сх. д. / 10.51833° пн. ш. 76.21722° сх. д.. Халдейська сирійська вища середня школа також приєднана до церкви.